# Appendicula annamensis
Appendicula annamensis är en orkidéart som beskrevs av André Guillaumin. Appendicula annamensis ingår i släktet Appendicula och familjen orkidéer. Inga underarter finns listade i Catalogue of Life.